# Pruillé
Pruillé est une ancienne commune française située dans le département de Maine-et-Loire, en région Pays de la Loire, devenue le 1er janvier 2016, une commune déléguée de la commune nouvelle de Longuenée-en-Anjou.

## Géographie
Commune angevine du Segréen, Pruillé se situe au sud du Lion-d'Angers, aux abords des routes D 191, Grez Neuville - Feneu, et D 775, Le Lion-d'Angers - La Membrolle-sur-Longuenée.
La Mayenne (rivière) traverse son territoire.

## Histoire
Le 20 décembre 2015, Pruillé se retire de la communauté de communes de la région du Lion-d'Angers et le 21 décembre 2015, elle rejoint la communauté d'agglomération d'Angers Loire Métropole.
Le 1er janvier 2016, Pruillé devient une commune déléguée de la commune nouvelle de Longuenée-en-Anjou.

## Politique et administration

### Administration municipale

#### Administration actuelle
Depuis le 1er janvier 2016, Pruillé constitue une commune déléguée au sein de la commune nouvelle de Longuenée-en-Anjou et dispose d'un maire délégué.
| Période      | Période  | Identité       | Étiquette | Qualité |
| ------------ | -------- | -------------- | --------- | ------- |
| janvier 2016 | En cours | Daniel Raverdy |           |         |

#### Administration ancienne
| Période                                  | Période          | Identité                              | Étiquette      | Qualité                                                    |
| ---------------------------------------- | ---------------- | ------------------------------------- | -------------- | ---------------------------------------------------------- |
| 1792                                     | 1793             | Jacques Crochet                       |                |                                                            |
| 1793                                     |                  | René Barreau                          |                | Tonnelier                                                  |
|                                          | 1813             | Joseph Devaillé                       |                | Cultivateur                                                |
| 1813                                     | 1830             | Gabriel Camille Maussion du Joncheray |                |                                                            |
| 1830                                     | 1844             | Marin Richou                          |                |                                                            |
| 1844                                     | 1848             | Michel Herguais                       |                |                                                            |
| 1848                                     | 1848             | Eugène Sorin                          |                |                                                            |
| 1848                                     | 1884             | Raoul Maussion du Joncheray           |                |                                                            |
| 1884                                     | 1927             | Gabriel Maussion du Joncheray         |                |                                                            |
| 1927                                     | 1929             | François Maussion du Joncheray        |                |                                                            |
| 1929                                     | 1947             | Hubert Maussion du Joncheray          |                |                                                            |
| 1947                                     | 1958             | Narcise Perreault                     |                |                                                            |
| 1958                                     | 1965             | Hubert Maussion du Joncheray          |                |                                                            |
| 1965                                     | 1983             | Joseph Goujon                         |                | Agriculteur                                                |
| 1983                                     | décembre 1987    | Luc Durand                            |                | Entrepreneur de travaux publics, décédé pendant son mandat |
| décembre 1987                            | mars 2008        | Daniel Barbin                         | UDF            | Agriculteur                                                |
| mars 2008                                | 18 janvier 2012  | Philippe Dubus                        | UMP            | Retraité, décédé pendant son mandat                        |
| 23 mars 2012                             | 4 avril 2014     | Jean-Luc Robin                        | sans étiquette | Artiste du spectacle retraité                              |
| 4 avril 2014                             | 31 décembre 2015 | Daniel Raverdy                        |                |                                                            |
| Les données manquantes sont à compléter. |                  |                                       |                |                                                            |

### Ancienne situation administrative
La commune est membre en 2015 de la communauté de communes de la région du Lion-d'Angers, elle-même membre du syndicat mixte Pays de l'Anjou bleu, Pays segréen. La commune se retire ensuite de cette intercommunalité pour rejoindre la communauté d'agglomération d'Angers Loire Métropole qui devient la communauté urbaine Angers Loire Métropole.

## Population et société

### Évolution démographique
L'évolution du nombre d'habitants est connue à travers les recensements de la population effectués dans la commune depuis 1793. À partir du 1er janvier 2009, les populations légales des communes sont publiées annuellement dans le cadre d'un recensement qui repose désormais sur une collecte d'information annuelle, concernant successivement tous les territoires communaux au cours d'une période de cinq ans. 
Pour les communes de moins de 10 000 habitants, une enquête de recensement portant sur toute la population est réalisée tous les cinq ans, les populations légales des années intermédiaires étant quant à elles estimées par interpolation ou extrapolation. Pour la commune, le premier recensement exhaustif entrant dans le cadre du nouveau dispositif a été réalisé en 2008,.
En 2013, la commune comptait 719 habitants, en évolution de +15,78 % par rapport à 2008 (Maine-et-Loire : +3,3 %, France hors Mayotte : +2,49 %).
| 1793 | 1800 | 1806 | 1821 | 1831 | 1836 | 1841 | 1846 | 1851 |
| ---- | ---- | ---- | ---- | ---- | ---- | ---- | ---- | ---- |
| 550  | 571  | 606  | 633  | 643  | 632  | 660  | 665  | 640  |

| 1856 | 1861 | 1866 | 1872 | 1876 | 1881 | 1886 | 1891 | 1896 |
| ---- | ---- | ---- | ---- | ---- | ---- | ---- | ---- | ---- |
| 646  | 660  | 607  | 582  | 608  | 562  | 574  | 533  | 514  |

| 1901 | 1906 | 1911 | 1921 | 1926 | 1931 | 1936 | 1946 | 1954 |
| ---- | ---- | ---- | ---- | ---- | ---- | ---- | ---- | ---- |
| 530  | 543  | 526  | 470  | 472  | 434  | 417  | 414  | 427  |

| 1962 | 1968 | 1975 | 1982 | 1990 | 1999 | 2008 | 2013 | - |
| ---- | ---- | ---- | ---- | ---- | ---- | ---- | ---- | - |
| 417  | 371  | 333  | 387  | 422  | 531  | 621  | 719  | - |

### Pyramide des âges
La population de la commune est relativement jeune. Le taux de personnes d'un âge supérieur à 60 ans (13 %) est en effet inférieur au taux national (21,8 %) et au taux départemental (21,4 %).
Contrairement aux répartitions nationale et départementale, la population masculine de la commune est supérieure à la population féminine (50,7 % contre 48,7 % au niveau national et 48,9 % au niveau départemental).
La répartition de la population de la commune par tranches d'âge est, en 2008, la suivante :
- 50,7 % d’hommes (0 à 14 ans = 24,1 %, 15 à 29 ans = 15,9 %, 30 à 44 ans = 26,3 %, 45 à 59 ans = 21,3 %, plus de 60 ans = 12,3 %) ;
- 49,3 % de femmes (0 à 14 ans = 22,9 %, 15 à 29 ans = 18 %, 30 à 44 ans = 24,8 %, 45 à 59 ans = 20,6 %, plus de 60 ans = 13,7 %).

| Hommes | Classe d’âge | Femmes |
| ------ | ------------ | ------ |
| 0,3    | 90 ans ou +  | 0,3    |
| 4,1    | 75 à 89 ans  | 4,9    |
| 7,9    | 60 à 74 ans  | 8,5    |
| 21,3   | 45 à 59 ans  | 20,6   |
| 26,3   | 30 à 44 ans  | 24,8   |
| 15,9   | 15 à 29 ans  | 18,0   |
| 24,1   | 0 à 14 ans   | 22,9   |

| Hommes | Classe d’âge | Femmes |
| ------ | ------------ | ------ |
| 0,4    | 90 ans ou +  | 1,1    |
| 6,3    | 75 à 89 ans  | 9,5    |
| 12,1   | 60 à 74 ans  | 13,1   |
| 20,0   | 45 à 59 ans  | 19,4   |
| 20,3   | 30 à 44 ans  | 19,3   |
| 20,2   | 15 à 29 ans  | 18,9   |
| 20,7   | 0 à 14 ans   | 18,7   |

## Économie
Sur 40 établissements présents sur la commune à fin 2010, 35 % relevaient du secteur de l'agriculture (pour une moyenne de 17 % sur le département), 5 % du secteur de l'industrie, 13 % du secteur de la construction, 38 % de celui du commerce et des services et 10 % du secteur de l'administration et de la santé.

## Lieux et monuments
- L'église Saint-Symphorien : Les fondations datent du XIe siècle et l'édifice de l'époque romane (XIIe) avec des remaniements néo-gothiques au XIXe. L'ancien clocher était situé près de la sacristie. Le clocher actuel  est équipé de 4 clochetons. Les 3 cloches portent le prénom de 3 membres de la famille donatrice (famille de Joncheray). Un chemin de croix (en émaux sur cuivre) a été installé dans l'église en 1966; Depuis 2021 une équipe de bénévoles participe à sa restauration[17],[18].
- Le bac de Pruillé : le Trait d'union traverse la Mayenne au moyen de deux roues à aubes. En août 2005, il est venu remplacer un ancien bac, tiré manuellement au moyen d'un câble et qui était tombé en désuétude par vétusté depuis 1976. Le nouveau bac est en aluminium, il mesure 12 m x 5 et file à 6 km/h, il a été construit par les établissements Delavergne d'Avrillé en Vendée, il peut accepter deux voitures. Ce bac relie le sud-ouest et le nord-ouest de la commune ; la Mayenne coupant en deux son territoire. Il est accessible, soit rive gauche à partir de la D 191, entre Grez-Neuville et Feneu, soit rive droite à partir de la N 162, entre La Membrolle-sur-Longuenée et le Lion-d'Angers, direction le bourg de Pruillé.[réf. nécessaire]

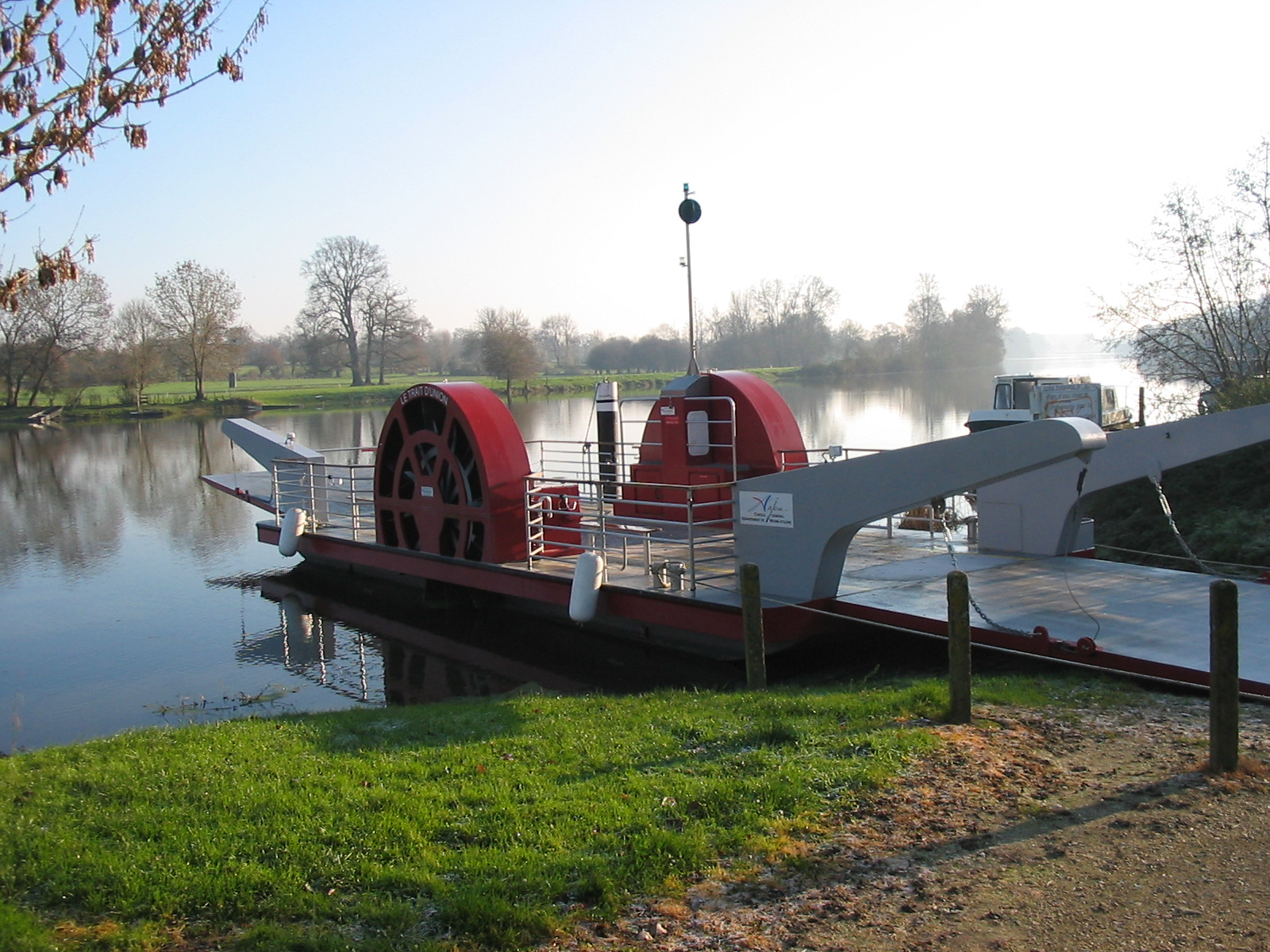
Nouveau bac de Pruillé.
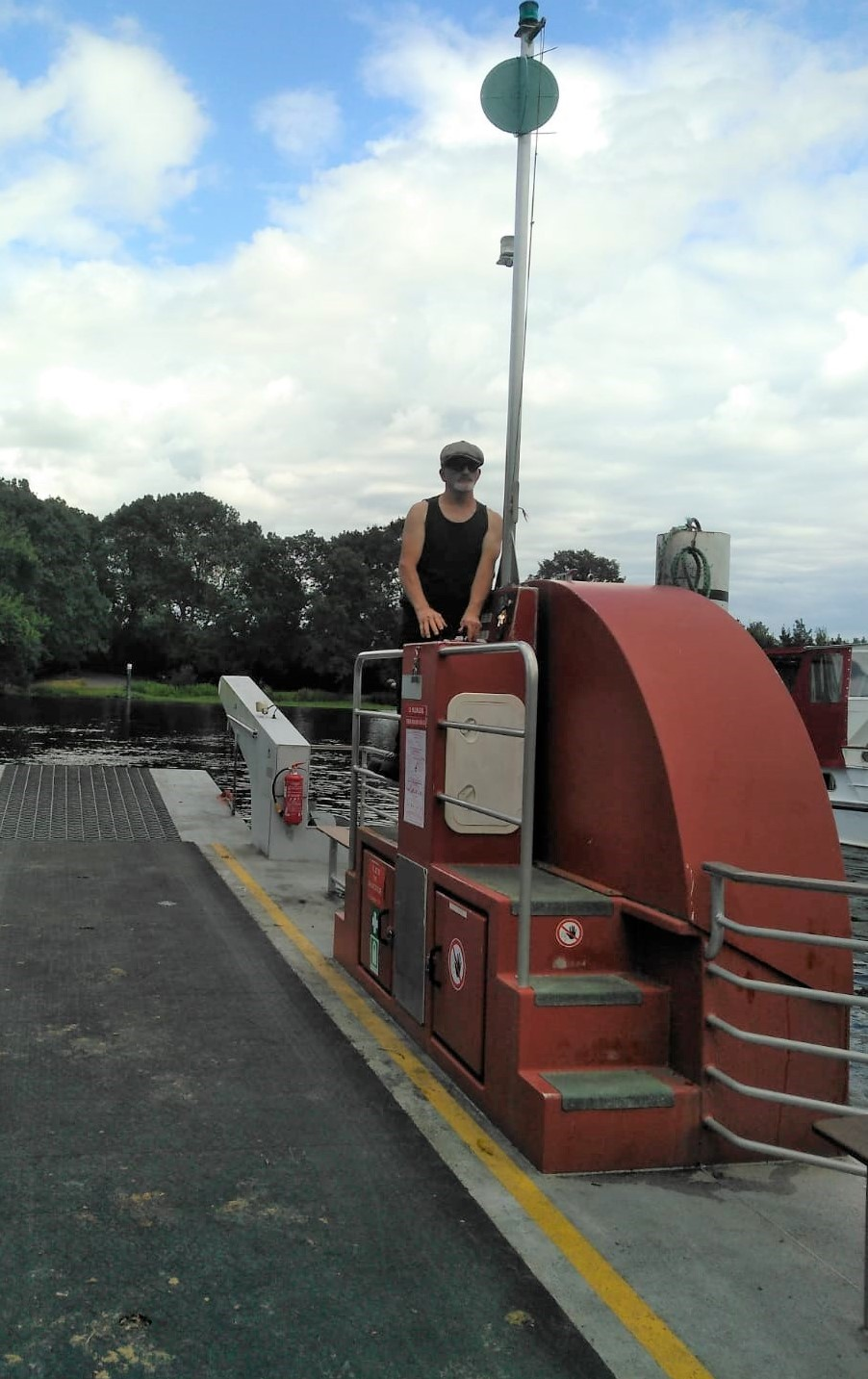
Le Passeur du bac en manœuvre
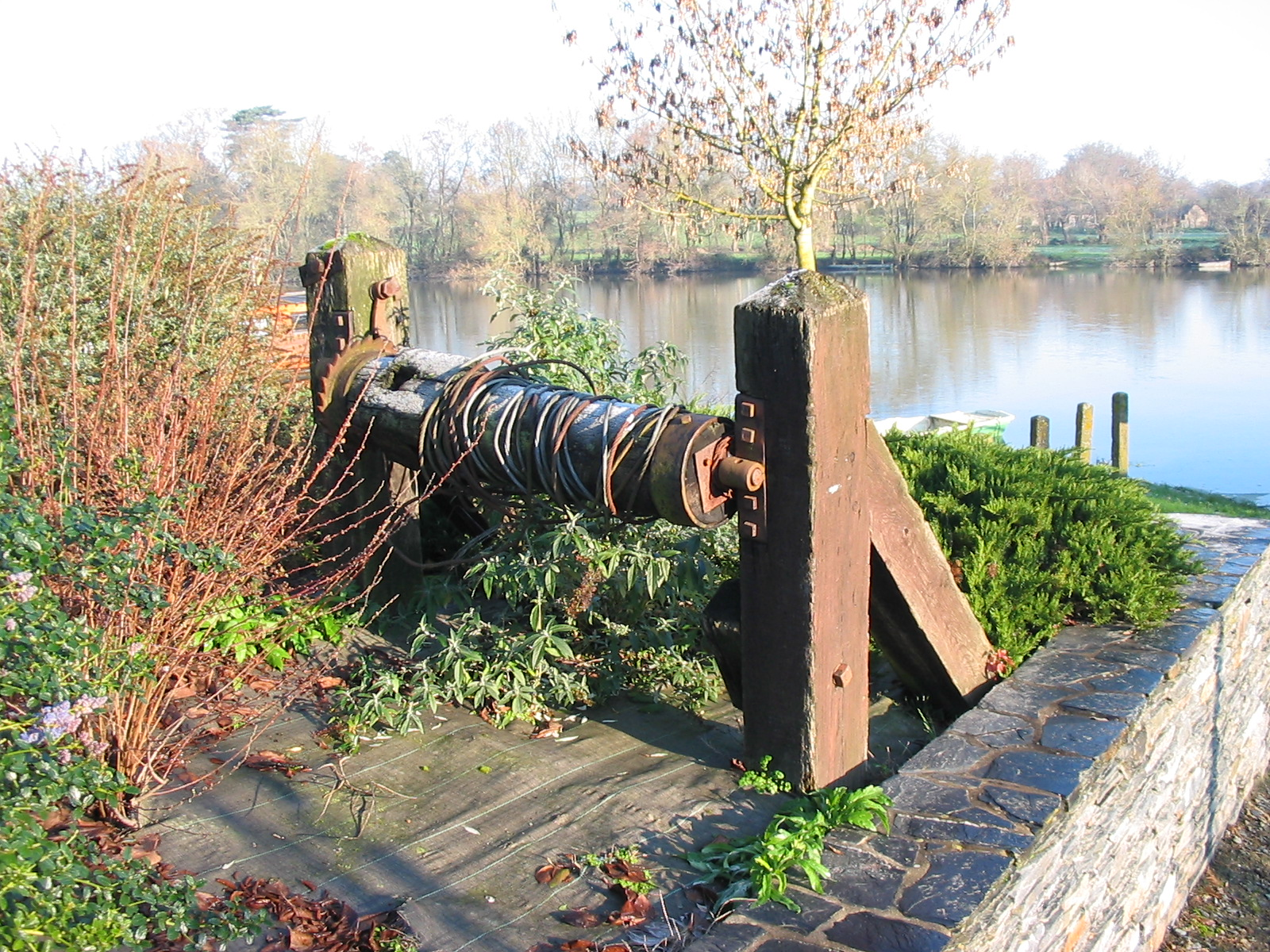
Treuil qui tendait le câble de guidage de l'ancien bac.
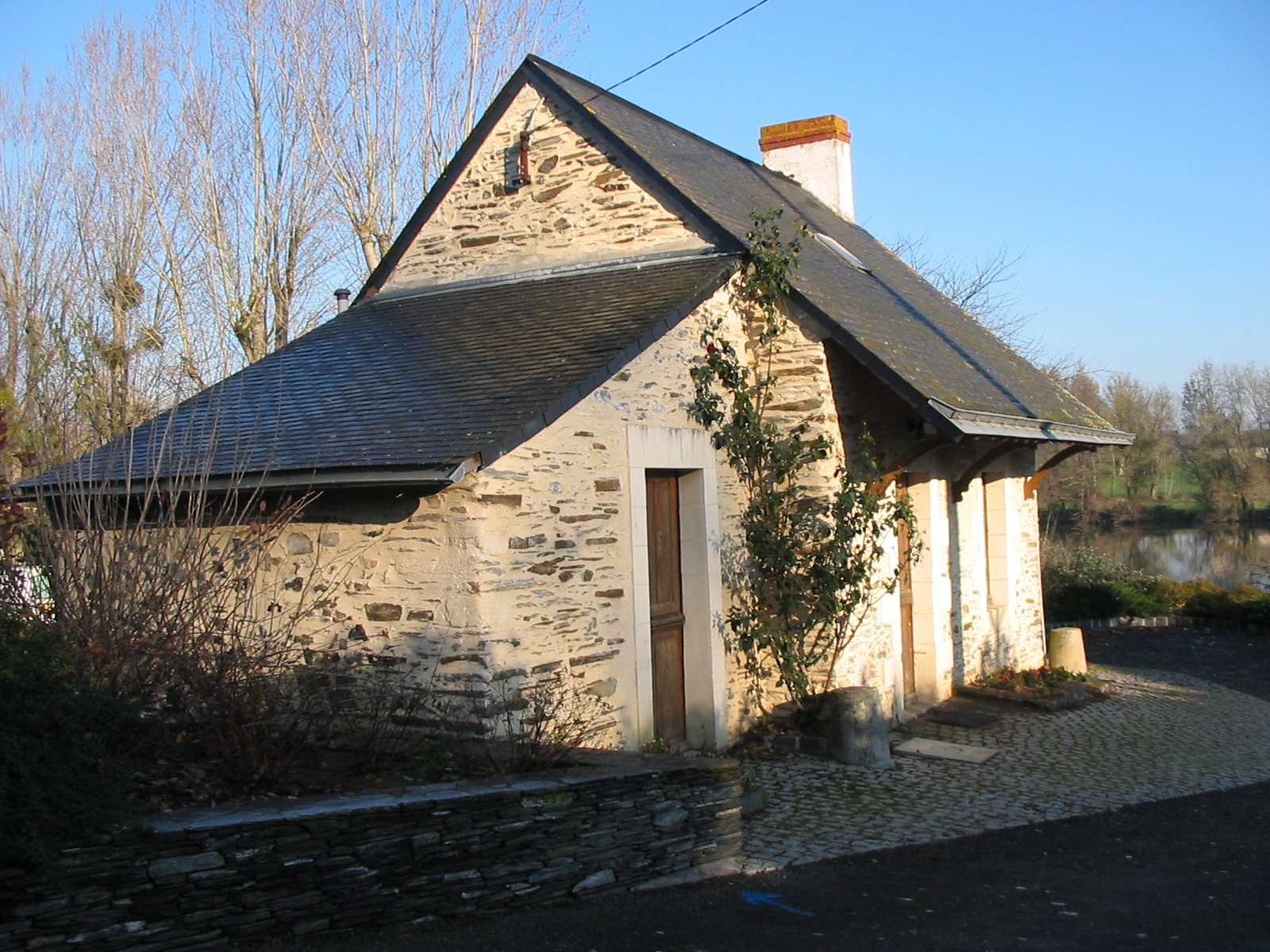
La maison du passeur à Pruillé.
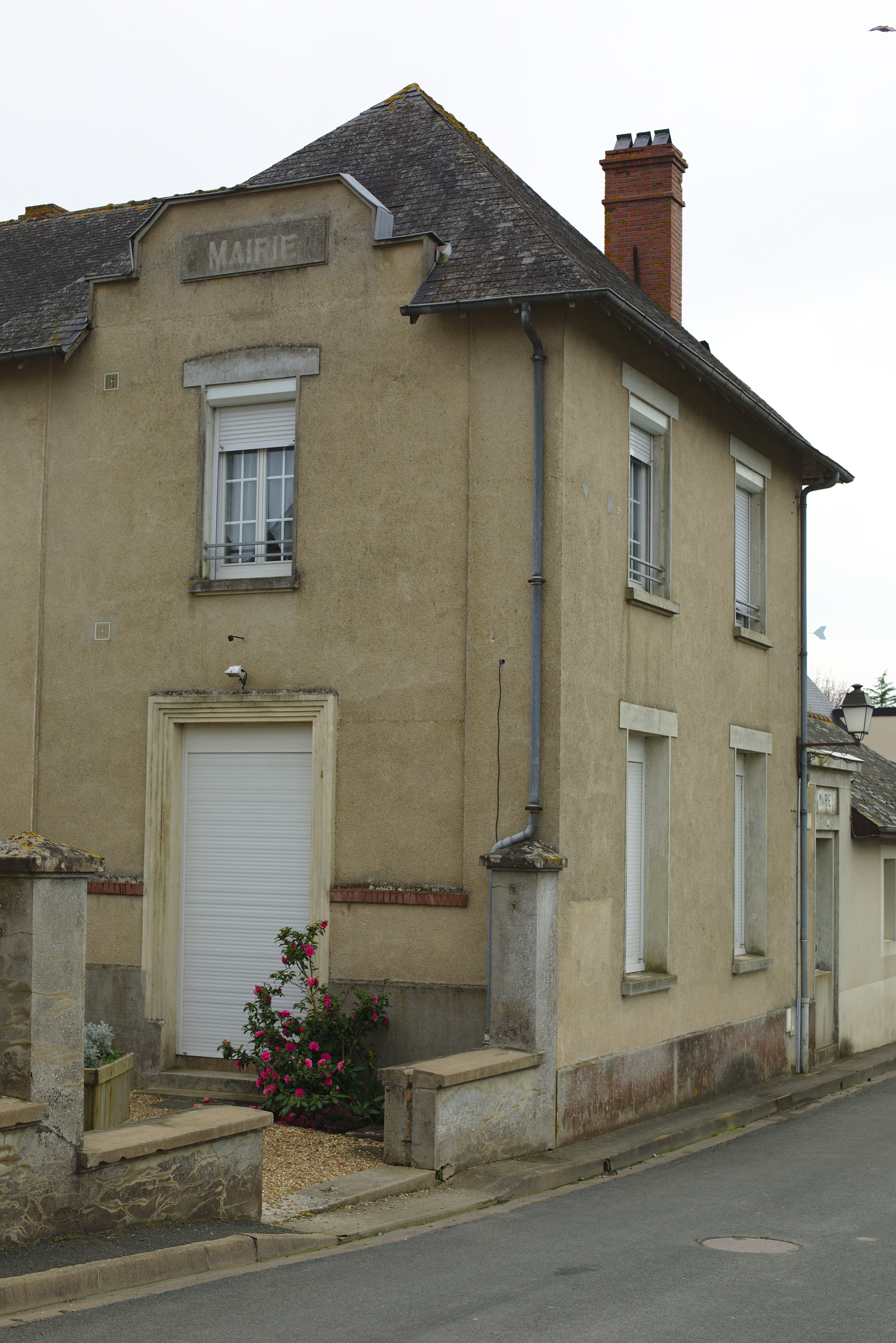
La mairie.